# برایان گورجیان
برایان وارویک گورجیان ( انگلیسی: Brian Warwick Goorjian؛ زادهٔ ۲۸ ژوئیهٔ ۱۹۵۳) بازیکن بسکتبال بازنشسته در پست و مربی بسکتبال ارمنی‌تبار اهل ایالات متحده آمریکا است. وی به عنوان بازیکن در ملبورن تایگرز بازی کرد.

## زندگی‌نامه
وی در ۲۸ ژوئیهٔ ۱۹۵۳ در گلندیل، کالیفرنیا به دنیا آمد وی شهروند استرالیا می‌باشد. وی و همسرش آماندا صاحب یک دختر می‌باشند.